# El gall i la perla
El gall i la perla és el nom d'una faula recollida entre d'altres per Isop, Fedre, Jean de La Fontaine i diversos autors orientals, ja que és una de les històries usades com a koan.

## Argument
Un gall estava foradant la terra buscant gra. Va trobar una gran perla i en reconèixer que era va exclamar que potser era una joia molt valuosa per a d'altres però que per a ell no tenia cap valor, perquè no li podia fer servei com a menjar

## Anàlisi
El significat de la faula és que la riquesa o el valor de quelcom és sempre relatiu i que no tothom aprecia els mateixos guanys en una empresa. La tradició posterior es va dividir respecte al judici moral del gall. Uns autors medievals van lloar-lo, per no deixar-se seduir per les aparences o pels guanys, mentre que d'altres el van blasmar per jutjar les coses només per la seva utilitat, oblidant aspectes com la bellesa.